# 牛尾

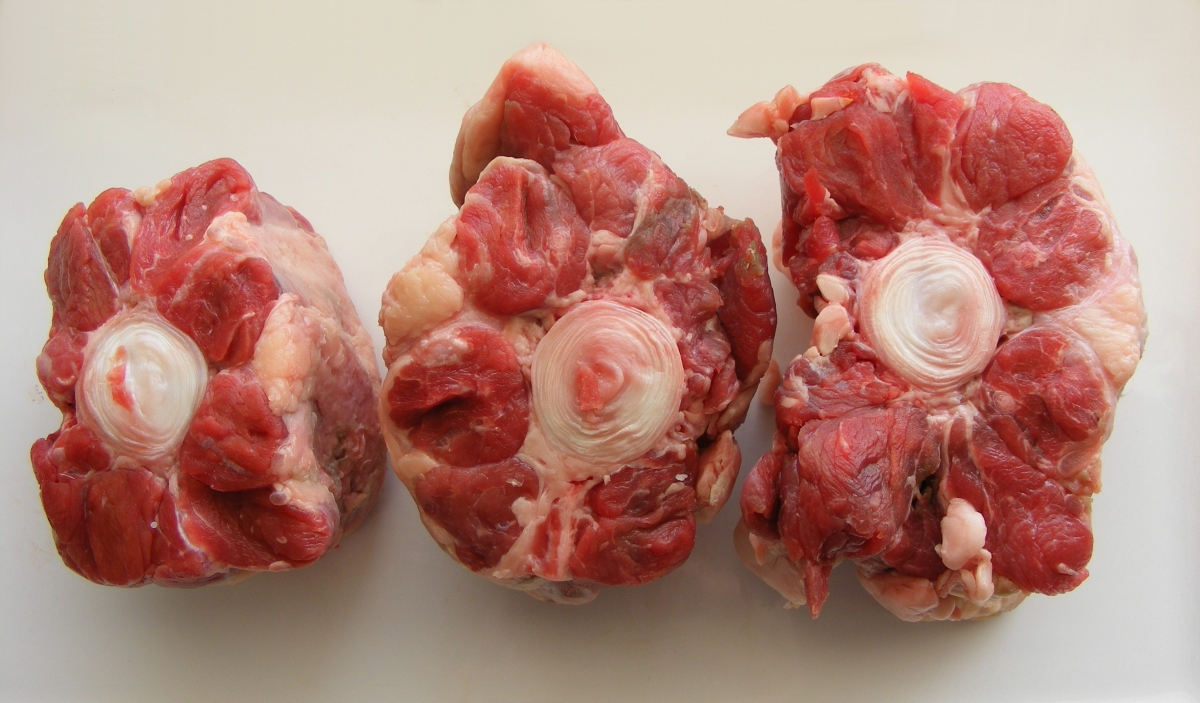
牛尾

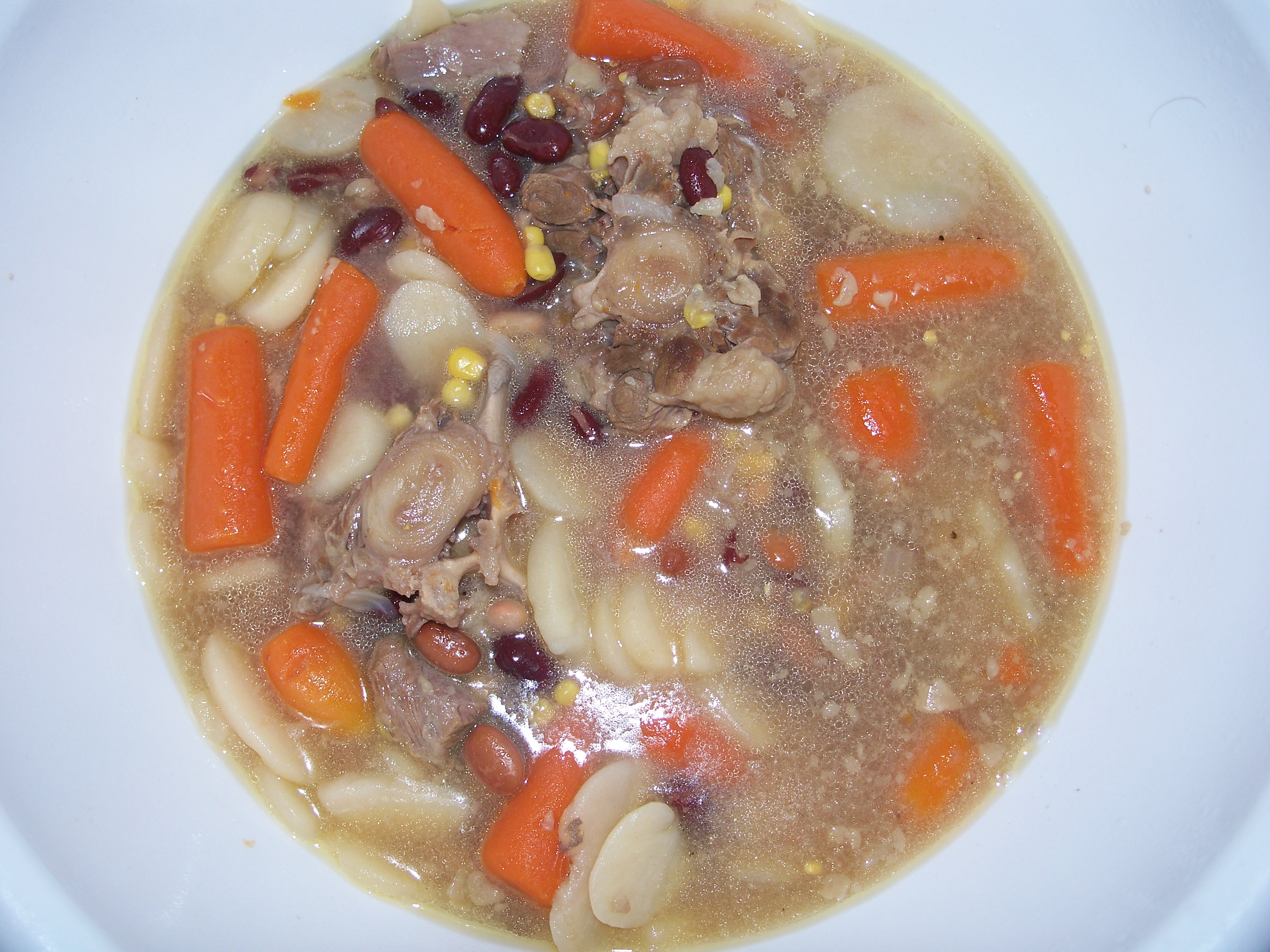
牛尾汤

牛尾是指牛的尾巴 牛尾通常重5磅（3.5 公斤）。牛尾是一种含有明胶的肉，可以食用，用來製成濃湯，也可以红烧。一般人們將牛尾剥皮并切成較短的長度後出售給市場上需要之人。